# Мудра

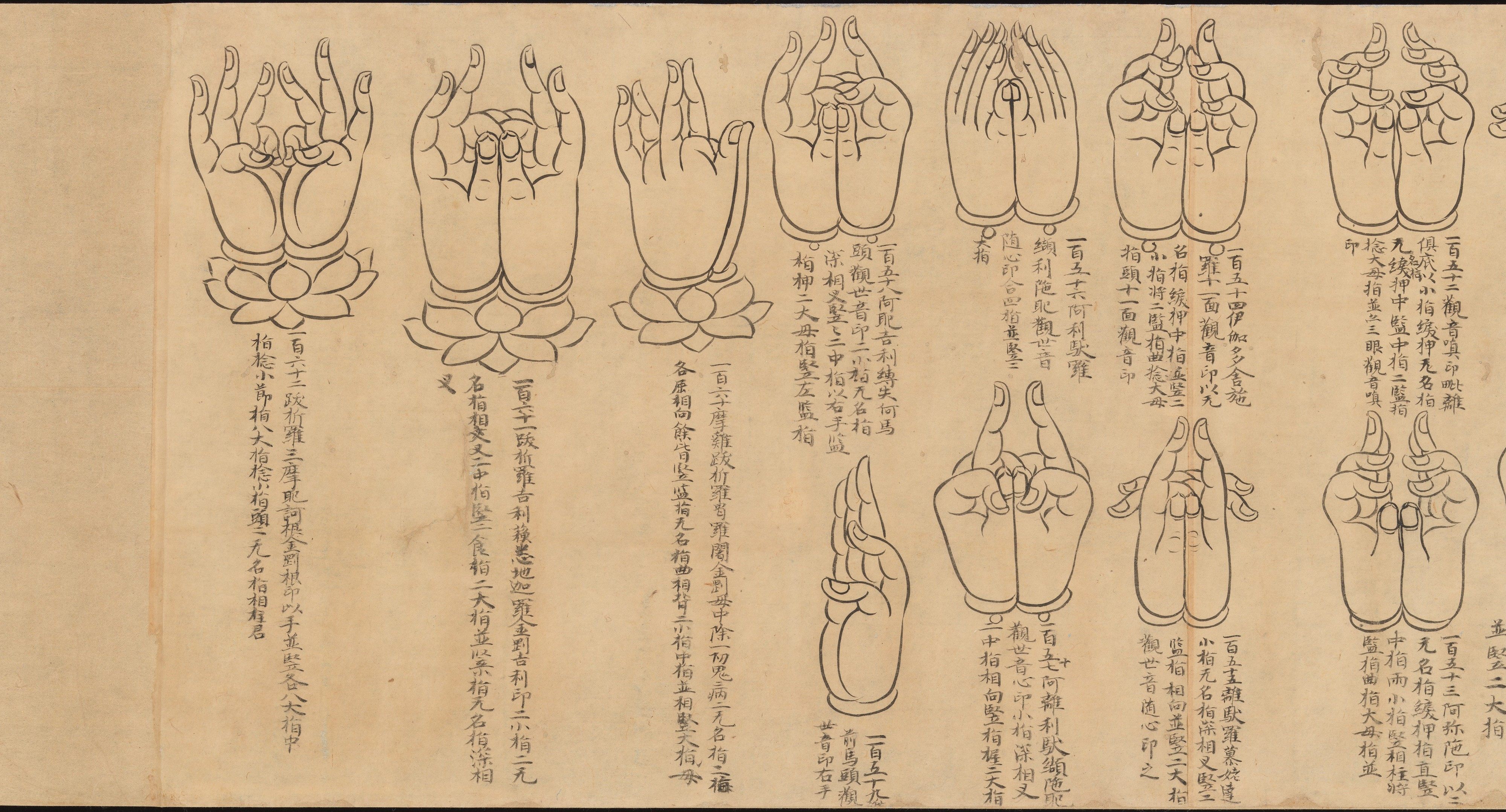
Несколько мудр для обеих рук. Япония, 11-12 века

Мудра (санскр. मुद्रा, IAST: mudrā, «печать, жест, знак») — в индуизме и буддизме символическое, ритуальное расположение кистей рук, ритуальный язык жестов.
Важнейший элемент практик медитации, классического индийского и юго-восточного танца. 
Также используются в классической йоге. В йоге существуют не только положения рук, как мудры, но и положение тела, например йога-мудра, шактичелани-мудра, которые внешне похожи на асаны; положение глаз, например самбхави-мудра, языка — надхо-мудра, и даже ануса — ашвини-мудра. В Гхеренда самхита можно встретить 25 мудр, однако в сумме с другими источниками мудр гораздо больше.

## Этимология
Шумерский: musara (𒈬𒊬𒊏) "именная надпись" > аккадский: mušarû (𒈬𒊬) > иранский: *muzrā > *mudrā > индоарийский: mudrā "печать".

## В искусстве
Набор мудр, используемый в изобразительном искусстве Индии, Китая, Японии и стран Юго-Восточной Азии гораздо меньше, чем количество мудр в йоге и танце. Каждый из жестов обозначает некое послание от изображаемого божества.

### В изображениях Будды и буддийском искусстве

#### Абхая-мудра

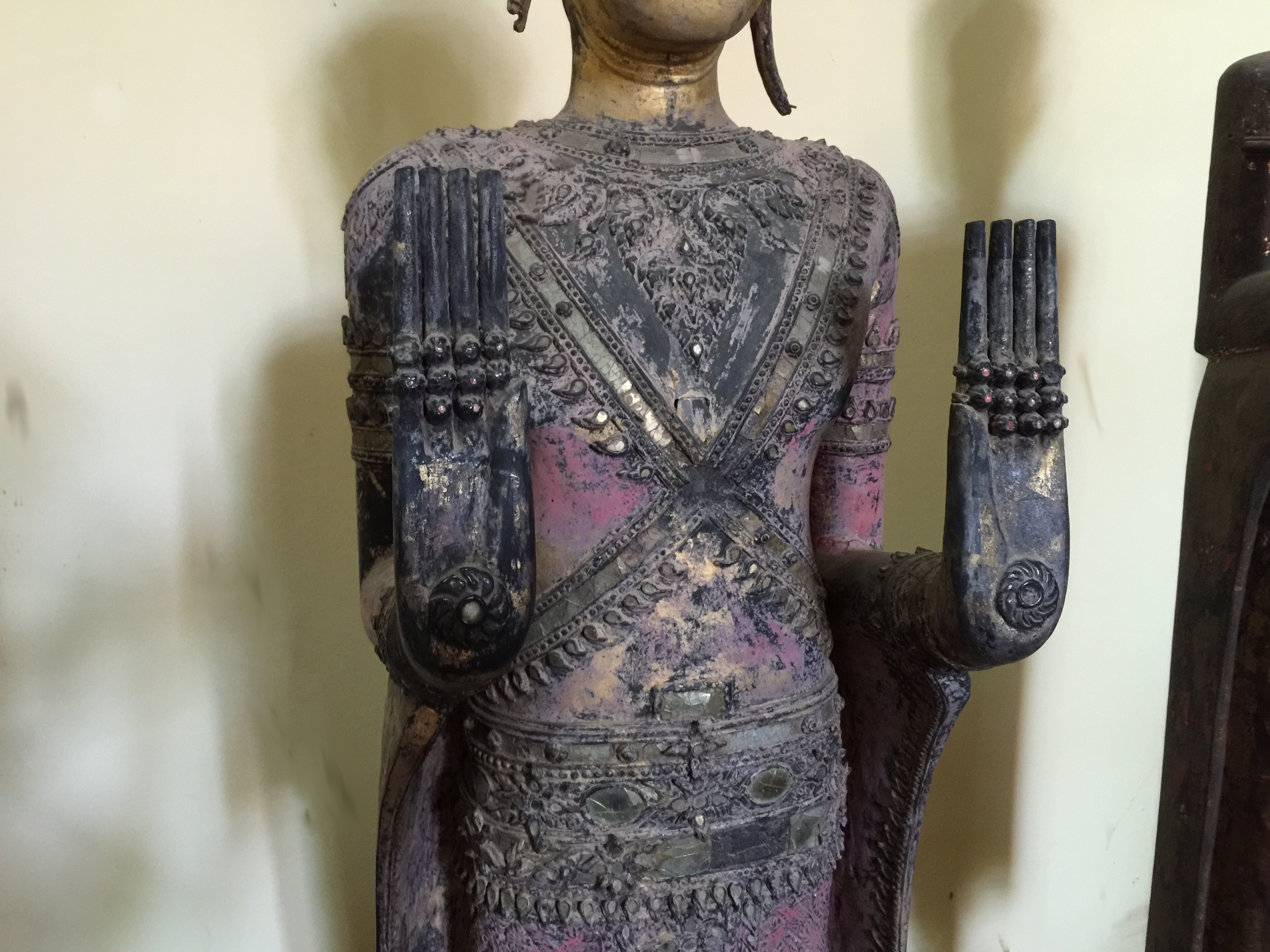
Статуя Будды с Абхая-мудрой в Камбоджийском национальном музее

Мудра Абхая (санскр. अभय, IAST: abhaya, букв. «без страха») мудра символизирует бесстрашие, уверенность, отсутствие опасений, дарование защиты и, одновременно, доброжелательность.
Абхая мудра выполняется следующим образом:
1. Рука согнута в локте и поднята, ладонь повернута вперед, от лица, пальцы вытянуты вертикально вверх.
2. Ладонь руки поднята на уровне груди и обращена наружу, кисть развёрнута ладонью от себя, пальцы направлены кверху, большой палец отстоит от других четырёх пальцев.
3. Этот жест выполняется поднятой рукой с ладонью, развёрнутой наружу, пальцы вытянуты вверх. Жест иногда делается обеими руками.

На примере этой мудры видно, как ритуальные жесты происходят от естественных движений руки — с незапамятных времен открытая в приветствии ладонь символизирует отсутствие в руке оружия и, как следствие, доброжелательность, а ладонь, выставленная перед собой — останавливающий знак, «стоп».
Это жест утверждения силы в индуистской иконографии, означающий, помимо всего прочего, покровительство, одобрение и гарантию безопасности.
Из индуизма Абхая мудра «перекочевала» в буддизм. Она присутствует в старейшей сохранившейся школе буддизма, Тхераваде (или, иначе, Хинаяне). В традиции тхеравады абхая-мудра обычно строится следующим образом: кисть правой руки поднята на высоту плеч, рука наклонена, ладонь развернута наружу, пальцами вместе и вверх, левая рука покоится вдоль тела вниз (в положении стоя).
Божества с Абхая мудрой, сопровождаемой другой мудрой, часто встречаются на изображениях северных школ Махаяны. В царстве Гандхара, во времена легендарного правителя и популяризатора буддизма, царя Ашоки, эта мудра употреблялась в качестве символа проповедования. Абхая мудра часто присутствует на статуях «идущего Будды» в Лаосе и Таиланде. Также Абхая мудра является атрибутом японского направления буддизма Ваджраяны — Сингон, где выполняется с чуть выдвинутым вперед средним пальцем. Это мудра Авалокитешвары, Будды Амогхасиддхи, Будды Дипанкары, Бодхисаттвы Кшитигарбхи, Зелёной Тары и некоторых других божеств и святых.

#### Анджали-мудра
Мудра Анджали (санскр. अञ्जलि, IAST: añjali, «[жест-]приветствие») символизирует приветствие, уважение, благоговение. Близко сходна с жестом намасте. Является одной из наиболее распространённых и широко используется и по сей день в Юго-Восточной Азии и на Дальнем Востоке. Представляет собой традиционный «молельный жест»: руки соприкасаются распрямлёнными ладонями на уровне груди, ладони чуть наклонены вперёд.

#### Бхумиспарша-мудра

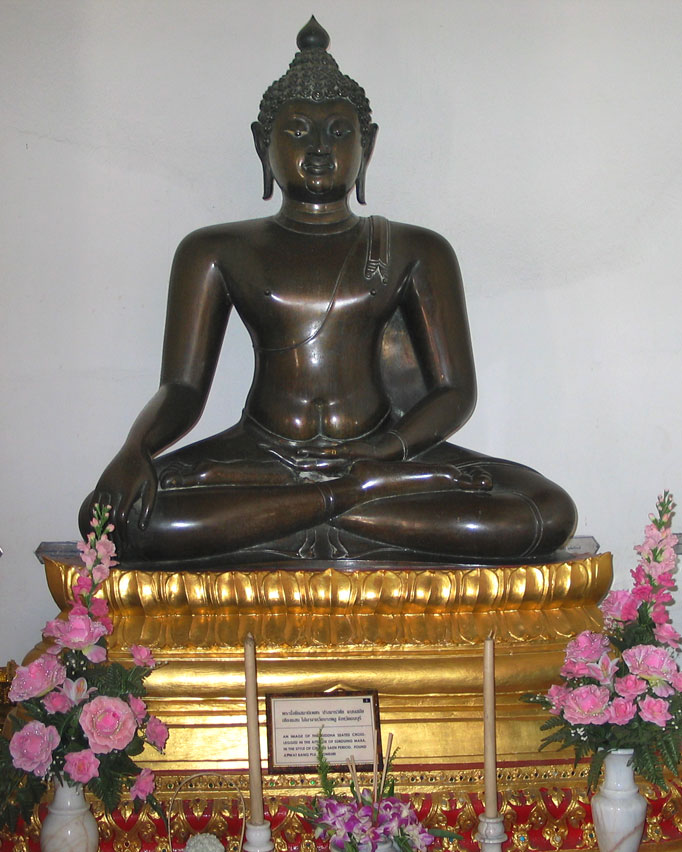
Сидящий Будда, подчиняющий Мару, Бангкок, Таиланд. Бхумиспарша-мудра

Мудра Бхумиспарша (санскр. भूमिस्पर्श, IAST: bhūmisparśa, «касание земли») олицетворяет Будду, берущего землю в свидетели. Мудра напоминает о том, как Будда взял землю в очевидцы, когда разрешил проблему прекращения страданий, во время размышления под деревом Бодхи в позе «лотоса»: правая рука касается земли кончиками пальцев рядом с правым коленом, либо же только указательным пальцем, опущенным вниз и касающимся земли, с левой рукой, обычно покоящейся на верхней части левого бедра, ладонью, развернутой кверху. Мудра также может олицетворять подчинение Мары.

#### Варада-мудра
Мудра Варада (санскр. वरद, IAST: varada, «подающий, дарующий») олицетворяет приветствие, милосердие, сострадание и искренность.
Зачастую изображается при помощи левой руки теми, кто подвязался на служение спасению человечества. Рука с развёрнутой наружу раскрытой ладонью указывает вниз. Обычно варада-мудра используется в паре с другой мудрой, изображаемой правой рукой, чаще всего — абхая-мудрой.

#### Ваджра-мудра
Мудра Ваджра (санскр. वज, IAST: vajra, «алмаз») — мудра Шести элементов, мудра знания. Составляется из правой руки, кулаком охватывающей указательный палец левой руки, направленный вверх; остальные пальцы левой руки также сжаты. Мудра призвана олицетворять единство пяти мировых элементов (воды, земли, огня, воздуха и металла) с духовным самосознанием.

#### Витарка-мудра

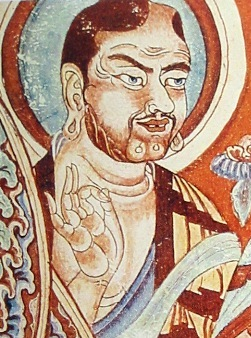
Витарка мудра, Таримская впадина, IX век

Мудра Витарка (санскр. वितर्क, IAST: vitarka, «доказательство, увещевание»), является разновидностью дхармачакра-мудры, и, обычно, несёт тот же сакральный смысл. Разница в построении состоит в том, что в витарке ладони обеих рук развернуты наружу от груди, пальцы выпрямлены (пальцы правой руки указывают вверх, левой — вниз), указательные и большие пальцы соединены. Также в буддизме символический жест дебатирующего, жест во время диспута и во время изложения учения. Это жест бодхисаттвы Майтреи, некоторых других божеств и святых.

#### Дхармачакра-мудра
Мудра Дхармачакра (санскр. धर्मचक्र, IAST: dharmacakra, «управление законом») олицетворяет наивысший момент в жизни Будды, когда, после достижения просветления, он читал свою первую проповедь в Сарнатхе. Обычно, только Гаутама Будда изображается с этой мудрой, обозначая Майтрейю как хранителя Закона. Эта мудра обозначает поворот колеса Закона. Мудра строится следующим образом: правая рука на уровне груди, ладонь развернута вертикально наружу, пальцы согнуты, большой и указательный пальцы касаются друг друга. Левая рука, с таким же расположением пальцев горизонтально развернута к груди. Эта мудра также известна как Витарка (санскр. वितर्क, IAST: vitarka, «доказательство, увещевание»), Карана (санскр. करण, IAST: karaṇa, «религиозное, магическое [действие]») и Вьяхьяна-мудра.

#### Дхьяна-мудра

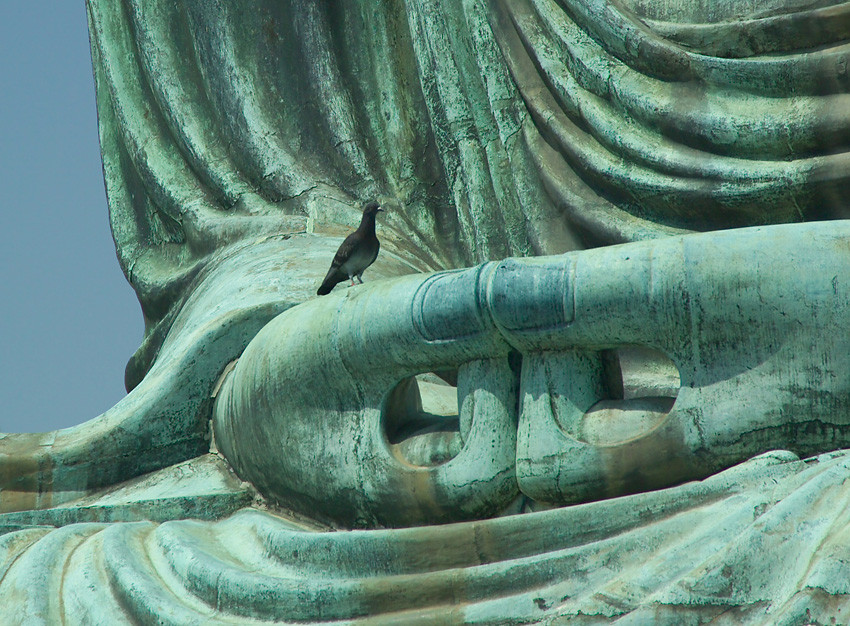
Дхьяна-мудра, статуя «Большого Будды» в Камакуре

Мудра Дхьяна (санскр. ध्यान, IAST: dhyāna, «медитация, концентрация») — мудра медитации, сосредоточенности. Обе руки покоятся внизу живота ладонями вверх, распрямлённые пальцы правой руки над распрямлёнными пальцами левой (либо с соприкасающимися средними фалангами пальцев, см. изображение), большие пальцы рук касаются друг друга, формируя «мистический треугольник», духовное пламя Триратны, олицетворяя три драгоценности. Эта мудра использовалась в изображениях Будды Шакьямуни и Будды Амитабхи. Иногда эту мудру использовали в изображении Бхайсаджъягуру, Будды-врачевателя.

### В искусстве индуизма и индийского буддизма
- Abhaya-mudra. Описание жеста см. выше. Послание: божество защищает тебя от зла, «ступай без страха, я здесь, чтобы защитить тебя».

- Varada-mudra. Описание жеста см. выше. Послание: Божество дарует приносит благо верующему, ему не может быть причинен вред.
- Jnana-mudra. Указательный и большой пальцы правой руки соприкасаются (наподобие жеста ОК). Ладонь смотрит внутрь. Послание: знание идет изнутри.
- Vyakhyana-mudra, cin-mudra. Тот же жест, что витарка-мудра в буддизме. Большой и указательный пальцы соединяются (наподобие жеста ОК), но, в отличие от джана-мудры, ладонь повернута к зрителю. Послание: знание передаваемая в том, что знание передается другим, проповедь.
- Dharmacakra-mudra. Описание жеста см. выше.
- Katyavalambita-mudra, kati-hasta mudra. Рука, обычно левая, полусогнута в локте и лежит на бедре.
- Namaste-mudra. Описание см. в анджали-мудра. Послание: приветствие и почтение.
- Gajahasta-mudra, lola-hasta, danda-hasta. Рука вытянута в сторону, как хобот слона, на уровне груди, с кистью, смотрящей вниз. Обычно употребляется для Nataraja murtis.
- Dhyana-mudra. Описание жеста см. выше.
- Harini-mudra («лань, олень»). Большой и безымянный палец сомкнуты, три поднятых пальца образуют рога.
- Kartari-mudra. Указательный и средний палец образуют букву V, большой и безымянный сомкнуты. Ладонь находится на уровне плеча.
- Kataka-mudra, simhakarna-mudra. Предназначена, чтобы держать цветок. Кончики пальцев соединены в кольцо.
- Vismaya-mudra. В этой позе выражается удивление, соединённое с чувством исследования. Рука поднята к плечу, ладонь повернута внутрь, а пальцы растопырены.
- Tarjani-mudra. Вытянутый указательный палец, вверх или вбок. Предостерегающий жест.
- Suci-mudra. Как tarjani-mudra, но палец направлен вниз.
- Tarpana-mudra. Рука поднята до плеча. Ладонь вытянута и смотрит вниз. Послание: поклонение, преданность.
- Ksepana-mudra. Это поза, показывающая на сосуд с амритой (нектаром бессмертия). В ней ладони соединены, указательные пальцы вытянуты, соприкасаясь друг с другом, в то время как другие пальцы крепко сцеплены. Затем соединённые руки поворачиваются вниз, указывая на вазу с нектаром.
- Uttarabodhi-mudra. Пальцы соединены, как в ксепана-мудре, однако направлены вверх, и перекрещенные большие пальцы видны зрителю. Послание: совершенство.
- Buddhashramana-mudra. Это поза, которая в основном обозначает важных буддийских шраманов или странствующих нищих и встречается у Ушнисавиджая[англ.]и Васудхары[англ.]. В ней рука поднята до уровня головы, ладонь обращена вверх, а пальцы соединены и вытянуты.
- Bhumisparsha-mudra. Описание жеста см. выше.
- Bhutadamara-mudra. Две руки перекрещиваются в запястьях на уровне груди. Ладони открыты, пальцы под разными углами. Послание: пробудить бдительность и страх.
- Anjali-mudra. Жест предложения цветов, зерна, денег и т. п. божеству. Обе ладони открыты, будто для воды. Жест на уровне груди.
- Vajrahumkara-mudra. Перекрещенные руки, держащие ваджру и ghanta.[4]